# 아파치 드루이드
드루이드(Druid)는 자바로 작성된 컬럼 지향 오픈 소스, 분산 데이터 스토어이다. 드루이드는 막대한 양의 이벤트 데이터를 빠르게 흡수하고 데이터 상부에 낮은 레이턴시의 쿼리를 제공하도록 설계되었다. "드루이드"라는 이름은 수많은 롤플레잉 게임의 변신하는 드루이드(Druid) 계급에서 비롯된 것으로, 시스템 아키텍처가 각기 다른 종류의 데이터 문제를 해결하도록 변화할 수 있다는 사실을 반영한다.
드루이드는 많은 양의 실시간, 역사 데이터를 분석할 목적으로 비즈니스 인텔리전스/OLAP 애플리케이션에 공통적으로 사용된다. 드루이드는 알리바바, 에어비앤비, 시스코, 이베이, 넷플릭스, 페이팔, 야후 등의 기술 기업들과 위키미디어 재단에 운영용으로 사용되고 있다.

## 역사
드루이드는 2011년 Metamarkets라는 이름의 기업의 분석 제품을 지원하기 위해 시작되었다. 이 프로젝트는 2012년 10월 GPL 라이선스로 오픈 소스화되었으며, 2015년 2월 아파치 라이선스로 이동되었다.
시간이 지남에 따라 수많은 조직과 기업들이 드루이드를 자사의 백엔드 기술과 연동해왔으며, 커밋 기여자들은 각기 다른 수많은 조직들로부터 유입되었다.
2015년 10월, 기업 임플라이(Imply)는 드루이드로 기업용 제품을 제공하기 시작했다.
2018년 10월, Spicule는 캐노니컬의 주주(Juju) 플랫폼 위에 드루이드의 지원 버전을 출시하였다.

## 구조
완전히 디플로이(deploy)되는 드루이드는 장애 허용 구조를 지원하기 위한 특수 프로세스(드루이드의 "노드"로 불림)로서 동작하며 여기서 데이터는 과잉(redundant)하게 저장되며 실패의 단일 지점은 존재하지 않는다. 클러스터에는 조율(아파치 주키퍼), 메타데이터 스토리지(예: MySQL, PostgreSQL, 더비), 딥 스토리지 퍼실리티(예: HFS, 아마존 S3)←(영구 데이터 백업용)를 위한 외부 의존성을 포함한다.